# Hélène Pastor
Hélène Pastor, född 1937 i Monaco, död 21 maj 2014 i Nice i Frankrike, var en monegaskisk fastighetsmagnat och filantrop. Hon var bland annat ägaren till fastighetsbolaget Helene Pastor Pallanca SAM och beskrevs som en av Monacos mäktigaste personer.
Hon var dotter till fastighetsmagnaten Gildo Pastor och när han avled 1990 efterlämnade han ett fastighetsimperium värderad till motsvarande €20 miljarder. Det delades upp i tre delar, en till henne (Helene Pastor Pallanca SAM) och de andra två till hennes bröder Michel Pastor (Michel Pastor Group) och Victor Pastor (J.B. Pastor & Fils). Hennes förmögenhet uppskattades till $3,7 miljarder vid hennes död.
Den 6 maj 2014 hade hon besökt sin son Gildo Pallanca Pastor på sjukhuset Hôpital l'Archet i Nice, orsaken var att han hade drabbats av en stroke en tid innan. När hon hade lämnat sjukhuset och satte sig i framsätet bredvid sin chaufför i sin bil, på vägen ut från sjukhusområdet utsattes de av ett attentat där en gärningsman sköt med ett avsågat hagelgevär in i bilen. Både Pastor och chauffören träffades men överlevde initialt attacken dock svårt skadade, chauffören avled fyra dagar senare medan Pastor avled den 21 maj. Mellan den 6 maj och sju veckor framåt slog fransk polis till mot flera adresser i Marseille, Nice och Rennes medan monegaskisk polis slog till mot adresser inom furstendömet, totalt arresterades 23 personer däribland hennes dotter Sylvia Pastor och dennes sambo Wojciech Janowski, en polskfödd företagsledare och Monacos dåvarande honorärkonsul till just Polen. I förhör erkände Janowski sin inblandning i morden och var enligt Marseilles åklagarmyndighet, den som initierade och finansierade attentatet. Det framkom under förhören med en av de andra arresterade att Janowski ville även mörda hennes son Gildo. Sylvia Pastor och tio andra förklarades oskyldiga och släpptes i slutet av juni. Rättegången varade under september och oktober 2018, och där Janowski och tre till dömdes till långa fängelsestraff.